# Општина Попешти (Бихор)
Попешти (рум. Popeşti) општина је у Румунији у округу Бихор.
Oпштина се налази на надморској висини од 227 m.